# Mariage homosexuel en Norvège
- Mariage homosexuel
- Autre type de partenariat (ou concubinage)
- Cohabitant enregistré
- Mariage reconnu dans une mesure limitée mais non célébré
- Unions de personnes de même sexe non reconnues
- Mariage interdit par la Constitution

Le mariage homosexuel en Norvège est devenu légal le 1er janvier 2009, quand un projet de loi sur le mariage sans distinction de sexe, approuvé par les législateurs norvégiens en juin 2008, est entré en vigueur. La Norvège est le sixième pays à légaliser le mariage homosexuel. 

## Unions civiles
La Norvège permet les unions civiles entre deux hommes ou deux femmes depuis la loi du 30 avril 1993, mise en application le 1er août 1993.
La loi de partenariat enregistré accorde virtuellement toutes les protections, les responsabilités et les bénéfices du mariage, y compris des arrangements pour la rupture de la relation.
La loi indique que les articles de la loi sur l'adoption concernant les couples mariés ne peuvent s'appliquer aux partenaires d'une union civile. Elle suit aussi la loi sur la biotechnologie selon laquelle l'insémination artificielle n'est ouverte qu'aux couples mariés ou aux concubins de sexe opposé. En 2002, cependant, les personnes en union civile obtinrent d'adopter les enfants de leur partenaire.
Les couples qui se sont enregistrés en partenariat peuvent garder leur statut ou passer au mariage après que la nouvelle loi a pris effet. Cependant, plus aucune nouvelle union civile ne sera créée après l'ouverture du mariage aux homosexuels.

## Histoire législative
Un projet de loi est déposé le 18 novembre 2004 par deux ministres du parti socialiste de gauche pour abolir la loi sur les unions civiles, et ouvrir la loi sur le mariage à tous les couples quel que soit le sexe des personnes. La proposition est rejetée et une requête demande que le cabinet examine le sujet. Le cabinet conservateur de l'époque n'accède pas à cette requête. Cependant, le deuxième gouvernement de Jens Stoltenberg annonce une loi sur le mariage unifié dans son texte fondateur, la déclaration de Soria. Une consultation publique est ouverte le 16 mai 2007.
Le 29 mai 2008, deux partis d'opposition norvégiens se déclarent en faveur de la nouvelle loi, assurant son passage pour le vote du 11 juin. Avant cela, des incertitudes planaient au sein de la coalition gouvernementale sur le nombre suffisant de votes pour faire passer la loi.
La première séance parlementaire, comprenant le vote, a lieu le 11 juin 2008, et approuve par 84 votes contre 41 une loi qui autorise les couples de partenaires de même sexe à se marier.
Le gouvernement norvégien avait proposé une loi sur le mariage le 14 mars 2008, qui donnait aux couples lesbiens et gays les mêmes droits que les hétérosexuels, dont les mariages religieux, l'adoption et les grossesses assistées. La nouvelle législation amende la définition du mariage civil pour ne plus mentionner le sexe des personnes le contractant.
La chambre haute de Norvège passe une nouvelle loi sur l'égalité avec 23 votes contre 17 en faveur de la redéfinition du mariage. Le roi de Norvège accorde son assentiment royal peu après. La loi prend effet le premier janvier.
La loi déclare aussi que lorsqu'une femme mariée à une autre femme devient enceinte à la suite d'une insémination artificielle, l'autre partenaire obtient les droits parentaux "depuis le moment de la conception".
Trois différents sondages menés par EOS Gallup Europe en 2003, Sentio en 2005 et Synovate en 2007, avaient conclu que 61 %, 63 % et 66 %, respectivement, de la population norvégienne soutenait les lois redéfinissant le mariage.

## Mariage religieux
Alors que la majorité des évêques de l'Église de Norvège se disent favorable au mariage homosexuel religieux, son synode national le rejette le 8 avril 2014, 64 membres étant contre cette légalisation et 51 favorables.
Au cours d'un vote le 30 octobre 2015, les évêques se prononcent à l'unanimité en faveur d'un nouveau vote du synode pour autoriser le mariage religieux aux couples homosexuels.